# Кацнал на едно дърво
„Кацнал на едно дърво“ (на френски: Sur un arbre perché) е френска ексцентрична комедия от 1971 г. с участието в главните роли на Луи дьо Фюнес, Джералдин Чаплин и Оливие дьо Фюнес. Режисьор на филма е Серж Корбер. Сценаристи са Жан Ален и Серж Корбер.

## Сюжет
Внимание:  Текстът по-долу разкрива сюжета на произведението (или части от него)!
Лека кола с трима пътници изхвръква на завой от шосето и се озовава на едно дърво над голяма пропаст над морето. Тримата герои в автомобила са бизнесменът по строителство на магистрали Анри Рубие (Луи дьо Фюнес), съпругата на полковник Мюлер – госпожа Мюлер (Жералдин Чаплин) и автостопаджия (Оливие дьо Фюнес). Ситуацията е такава, че тримата не могат да намерят изход. Следват редица комични ситуации, а през това време страдалците случайно са открити, медиите научават и светкавично разгласяват новината, идва и спасителен отряд… За случилото се разбира и съпругът на госпожа Мюлер, който е много ревнив…